# Romulus și Remus

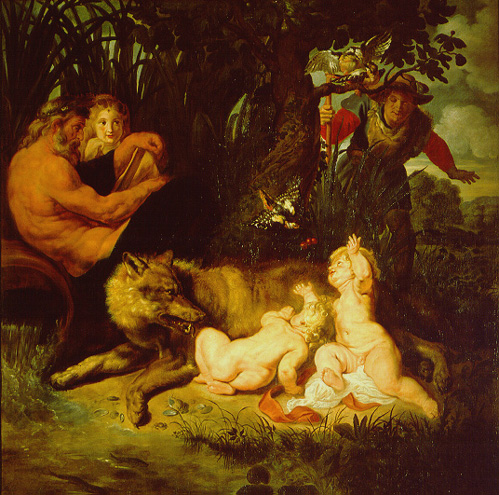
Romulus și Remus alăptați de lupoaică. O pictură de Peter Paul Rubens

Romulus și Remus (n. 771 î.Hr.¹ - 5 iulie 717 î.Hr., Romulus; n. 771 î.Hr. - d. 21 aprilie 753 î.Hr., Remus), fondatorii tradiționali ai Romei, au apărut în mitologia romană drept cei doi fii ai preotesei Rhea Silvia, avându-l ca tată pe zeul războiului, Marte. Conform legendei consemnate de Plutarh și Livius, Romulus a fost primul rege al Romei.

## Legendă

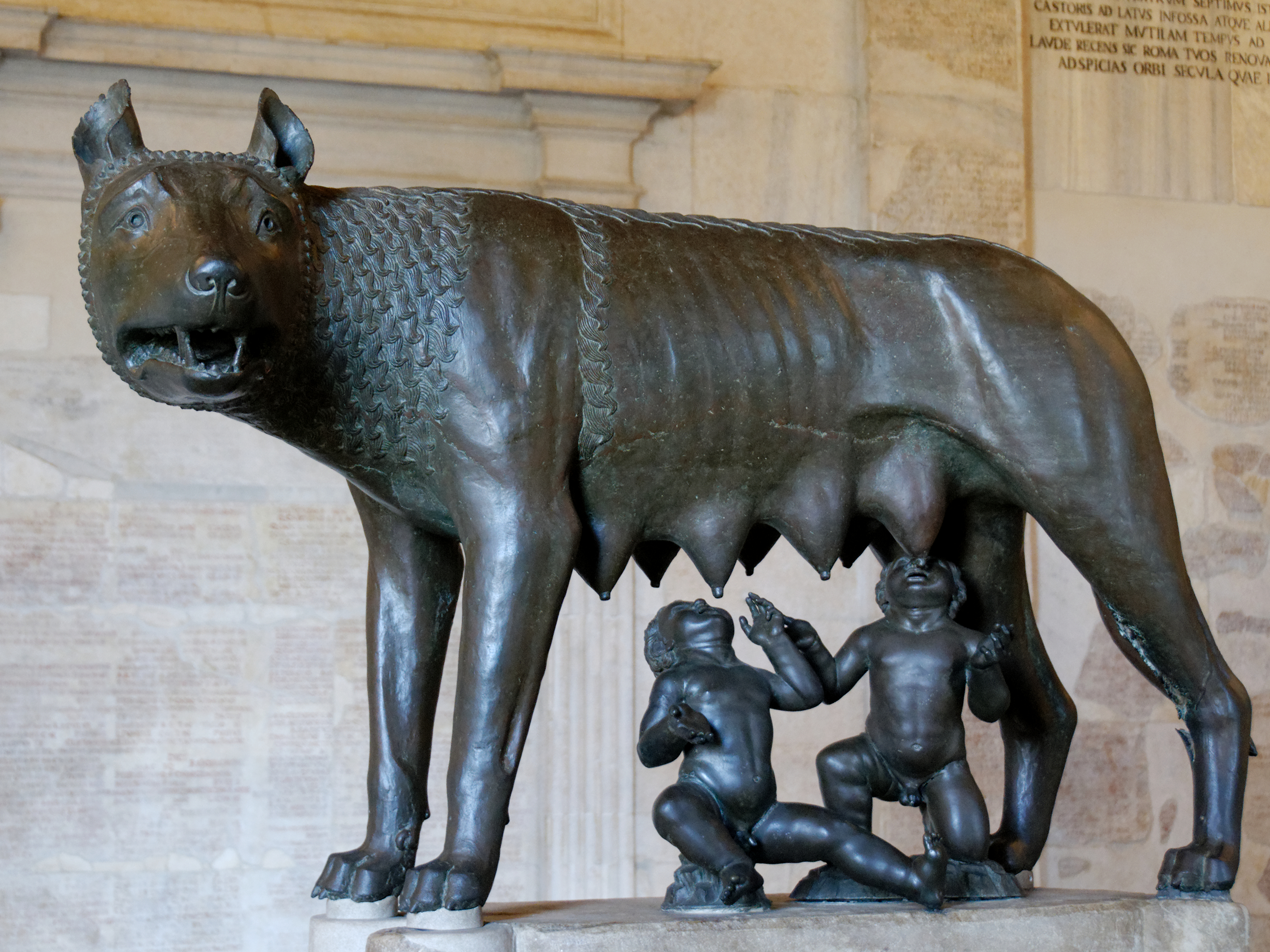
Lupoaica hrănind copiii gemeni Romulus și Remus.
Secolul al XIII-lea d.Hr. (gemenii sunt o adăugire din secolul al XV-lea)</br>

Romulus l-ar fi ucis pe Remus într-o dispută asupra locului viitorului lor oraș, pe care Romulus avea să-l numească după numele său, Roma. După fondarea orașului, Romulus nu doar că a creat legiunile romane și Senatul roman, dar a și adus cetățeni în noul său oraș prin răpirea femeilor triburilor Sabine vecine, acțiune din care a rezultat amestecarea sabinelor și romanilor într-un singur popor. Romulus avea să devină un mare cuceritor pentru Roma antică, adăugând mari teritorii și popoare sub dominația Romei. După moartea sa, a fost zeificat ca zeul Quirinus, personaj divin al poporului roman. În zilele noastre, referirile asupra sa îl reprezintă ca fiind o figură legendară.
Înainte de nașterea lor, bunicul lui Romulus și Remus, Numitor și fratele său mai mic Amulius, au primit tronul din Alba Longa la moartea tatălui lor. Numitor a primit puterile suverane ca drept al nașterii sale, în timp ce Amulius a primit trezoreria regală, inclusiv aurul adus de Eneas din Troia. Însă din pricina faptului că Amulius deținea averea, având astfel mai multă putere decât fratele său, îl detronează pe Numitor. Speriat că fiica lui Numitor, Rhea Silvia, ar naște copii care într-o zi l-ar putea detrona ca rege, o forțează pe Rhea sa devina o vestală, preoteasă a zeiței Vesta care era obligată să jure că va rămâne virgină.
Însă, într-o seară, Marte, zeul războiului, vine la Rhea în templul zeiței Vesta și aceasta îi naște mai târziu doi băieți gemeni de mărime și frumusețe remarcabile, numiți mai apoi Romulus și Remus. Amulius devine furios și o întemnițează pe Rhea, ordonând și moartea gemenilor prin înec. Însă servitorul căruia i-a fost încredințat ordinul de a ucide gemenii nu a putut face asta. I-a pus pe cei doi într-un coș și l-a eliberat pe malurile fluviului Tibru. Râul, care era în inundație, s-a ridicat și a purtat ușor coșul în care erau gemenii în aval.
Romulus și Remus sunt salvați de către zeul râurilor, Tiberinus, care îi plasează pe Dealul Palatin. Acolo, sunt îngrijiți de către o lupoaică și hrăniți de o ciocănitoare sub un smochin, două animale sacre pentru Marte. Romulus și Remus sunt apoi descoperiți de către Faustulus, un păstor al lui Amulius, care duce copiii la casa sa. Faustulus și soția sa, Acca Larentia, cresc băieții ca și cum ar fi ai lor.
Pe măsură ce creșteau, nașterea nobilă se arăta în mărimea și frumusețea lor încă de copii. Când au ajuns la vârsta bărbăției erau de un curaj și o îndrăzneală invincibile. Romulus, însă, era considerat mai înțelept și mai abil în politică dintre cei doi, iar discuțiile sale cu vecinii despre păscut și vânătoare le-a oferit oportunități de-a remarca dispoziția sa pentru comandă, și nu pentru supunere. În măsura acestor calități, erau iubiți de confrații lor și de săraci, însă ei îi urau pe ofițerii și aprozii regelui. Și-au trăit viețile și au urmat scopurile oamenilor născuți nobili, fără a pune valoare pe lene și trândăvie, dar exersând și vânând, apărând pământul împotriva tâlharilor și răzbunându-i pe cei care suferiseră fără să greșească. Și astfel au devenit cunoscuți în întregul Latium.
Într-o zi, pe când gemenii aveau optsprezece ani, o ceartă a izbucnit între păstorii lui Numitor și cei ai lui Amulius. Unii dintre cei ai primului au speriat multe dintre vitele lui Amulius, cauzând enervarea păstorilor acestora. Romulus și Remus au adunat păstorii la un loc, i-au găsit și ucis pe cei ai lui Numitor și au recuperat vitele rătăcite. Spre nemulțumirea lui Numitor, Romulus și Remus au adunat mulți oameni nevoiași și sclavi ai lui Numitor, etalându-și cutezanța și temperamentul.
În timp ce Romulus era angrenat în unele sacrificii, pentru că era iubitor față de sacrificii și zei, unii dintre păstorii lui Numitor îl atacă pe Remus și alți prieteni ai acestuia. Astfel izbucnește o luptă. După ce ambele părți au înregistrat răni grave, păstorii lui Numitor triumfă și îl iau pe Remus ca prizonier, ducându-l la Numitor pentru pedepsire. Numitor nu îl pedepsește pe Remus, pentru că se temea de Amulius, însă a mers la acesta și a cerut dreptate, din moment ce era fratele său și fusese insultat de către servitorii regali. Și oamenii din Alba Longa înțelegeau motivele lui Numitor și considerau că a fost victima unui jaf nemeritat. Astfel, Amulius a decis să-l lase pe Remus pe mâna lui Numitor, iar acesta să-l pedepsească cum dorește.
Când Numitor îl duce pe Remus acasă la el pentru pedeapsă, este surprins de completa superioritate a tânărului în statura și puterea corpului său. După ce a auzit despre faptele și virtuțile sale nobile, Numitor îl întreabă pe Remus despre nașterea și identitatea sa. Când Remus i-a spus că a fost găsit și îngrijit de către o lupoaică pe malurile râului Tibru și intuindu-i vârsta după înfățișarea sa, Numitor pleacă să discute cu fiica sa, Rhea, în această privință.
La întoarcerea de la sacrificii, Faustulus îi spune lui Romulus că fratele său fusese capturat și-l trimite în ajutorul acestuia. Romulus pleacă pentru a găsi armată ca să lupte împotriva lui Numitor la Alba Longa. Faustulus aleargă repede spre Alba Longa, însă este oprit la porțile orașului de către paznici. Din fericire, unul dintre aceștia era servitorul care dusese copiii la râu. Recunoscând turma și chipul lui Faustulus, îl duce în grabă către Amulius. Păstorul recunoaște că băieții sunt în viață, însă spune că ei trăiesc departe de Alba Longa ca ciobani.
De frică și furie, Amulius trimite de îndată un prieten al lui Numitor să vadă dacă există vreo atestare în privința vieții gemenilor. În momentul în care omul intră în casa lui Numitor, îi găsește pe cei doi, Numitor și Remus îmbrățișându-se, confirmându-i astfel că Remus era nepotul lui Numitor. Omul îi sfătuiește apoi să se grăbească, pentru că Romulus mărșăluiește către oraș cu o armată formată din cei care îl urau și se temeau de Amulius. Armata lui Romulus era formată din 200 de bărbați maniples. Remus incită cetățenii din interiorul orașului să se revolte și în același timp Romulus atacă din afară. Amulius, fără a face vreun pas pentru siguranța sa, din confuzie totală, este capturat și ucis. 
După ce statul alban a fost dat în stăpânire lui Numitor, pe Romulus și Remus i-a cuprins dorința de a întemeia un oraș în acele locuri în care fuseseră părăsiți și crescuți, căci populația albanilor și latinilor era prea numeroasă. Acestei mulțimi i se mai adaugă și păstorii, care cu toții erau convinși că atât Alba cât și Lavinium vor fi ca niște furnici în fața orașului pe care-l vor clădi ei. După aceea însă, în mintea acestora li se trezise un păcat strămoșesc și anume pofta de a rămâne singur la domnie, de aici urmă o ceartă  iscată dintr-o pricină destul de neînsemnată. Fiindcă erau amândoi gemeni și nu se puteau deosebi între ei ca înfățișare, au hotărât ca zeii sub a căror oblăduire erau locurile acelea, să hotărască prin semne pe cel care să dea numele cetății noi și cine s-o cârmuiască. Pentru a băga de seamă zborul păsărilor, Romulus își alege loc de observație Palatinul, iar Remus, Aventinul. Se spune că s-au arătat mai întâi lui Remus semnele prevestirii, și anume șase vulturi, dar după ce a adus la cunoștința privitorilor această prevestire, i s-a arătat și lui Romulus un număr de două ori mai mare. Din această pricină, mulțimea din jurul fiecăruia aclama ca rege unii pe Remus, alții pe Romulus, cei dintâi pretindeau domnia pentru Remus, bizuindu-se pe faptul că lui Remus i se arătaseră mai întâi vulturii, iar ceilalți pentru că lui Romulus i se arătaseră în număr mai mare. Ura îndârjită și dintr-o parte și alta i-a împins la o încăierare sângeroasă din care Remus rău lovit a fost lăsat fără suflare.
Mai e însă și o altă legendă mai răspândită, anume că Remus ar fi sărit peste noile ziduri ridicate de Romulus cu gândul de a-și bate joc de fratele său, Romulus s-a mâniat și l-a ucis, rostind aceste cuvinte: "așa să piară de aci' înainte oricine va sări peste zidurile ridicate de mine!". Astfel a ajuns Romulus singurul stăpân pe putere. Cetatea Roma zidită de el a luat numele întemeietorului ei. Muntele Palatin, unde crescuse, a fost cel dintâi loc pe care Romulus l-a întărit, slujbele religioase le-a săvârșit pentru ceilalți zei după rânduiala albană, numai pentru Hercule, după ritul grec, așa cum fusese statornicit de Evandru.

## Galerie

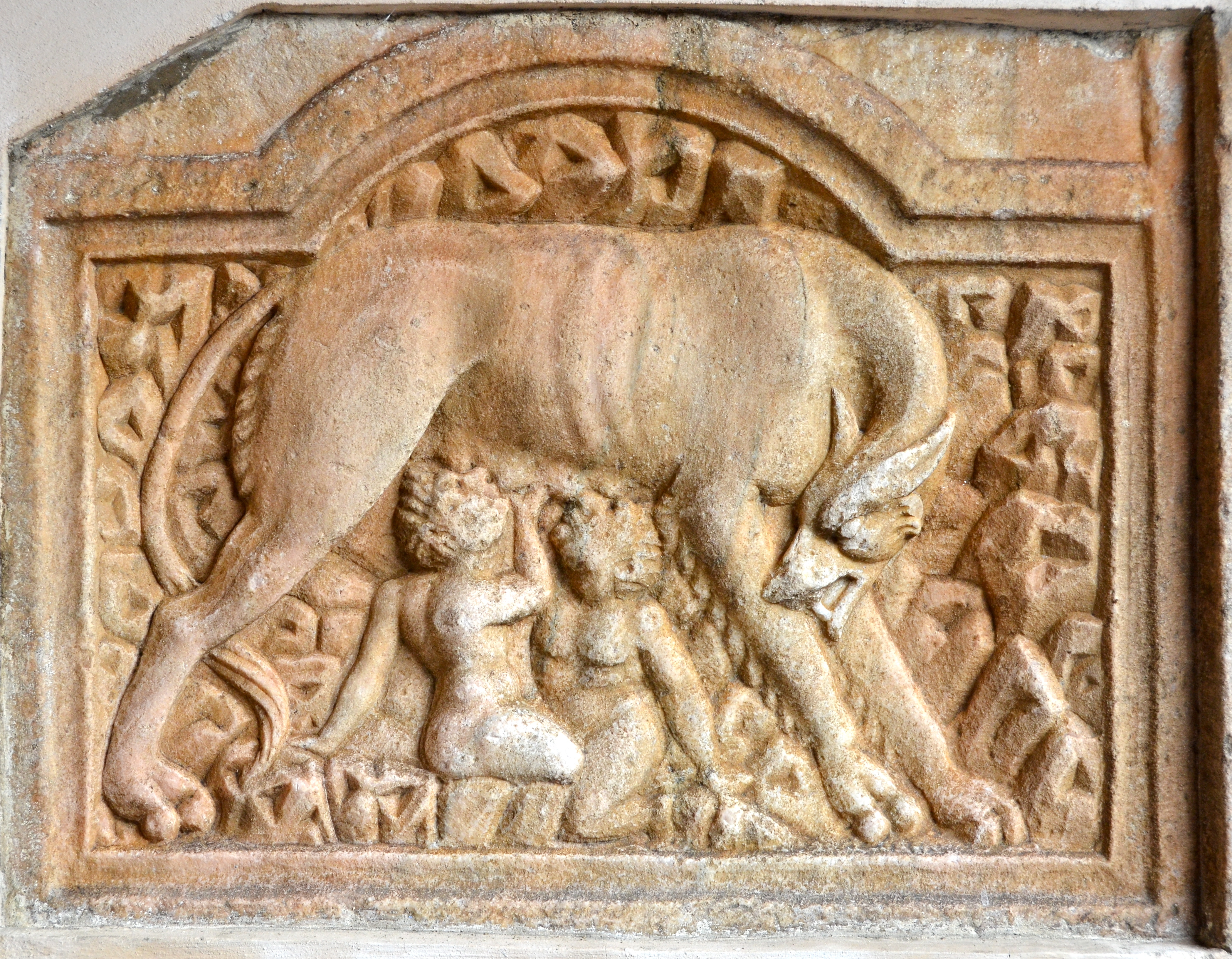
Relief din piatră reprezentând o lupoaică cu gemenii Romulus și Remus pe latura interioară a bisericii Adormirea Maicii Domnului, orașul Maria Saal, Austria
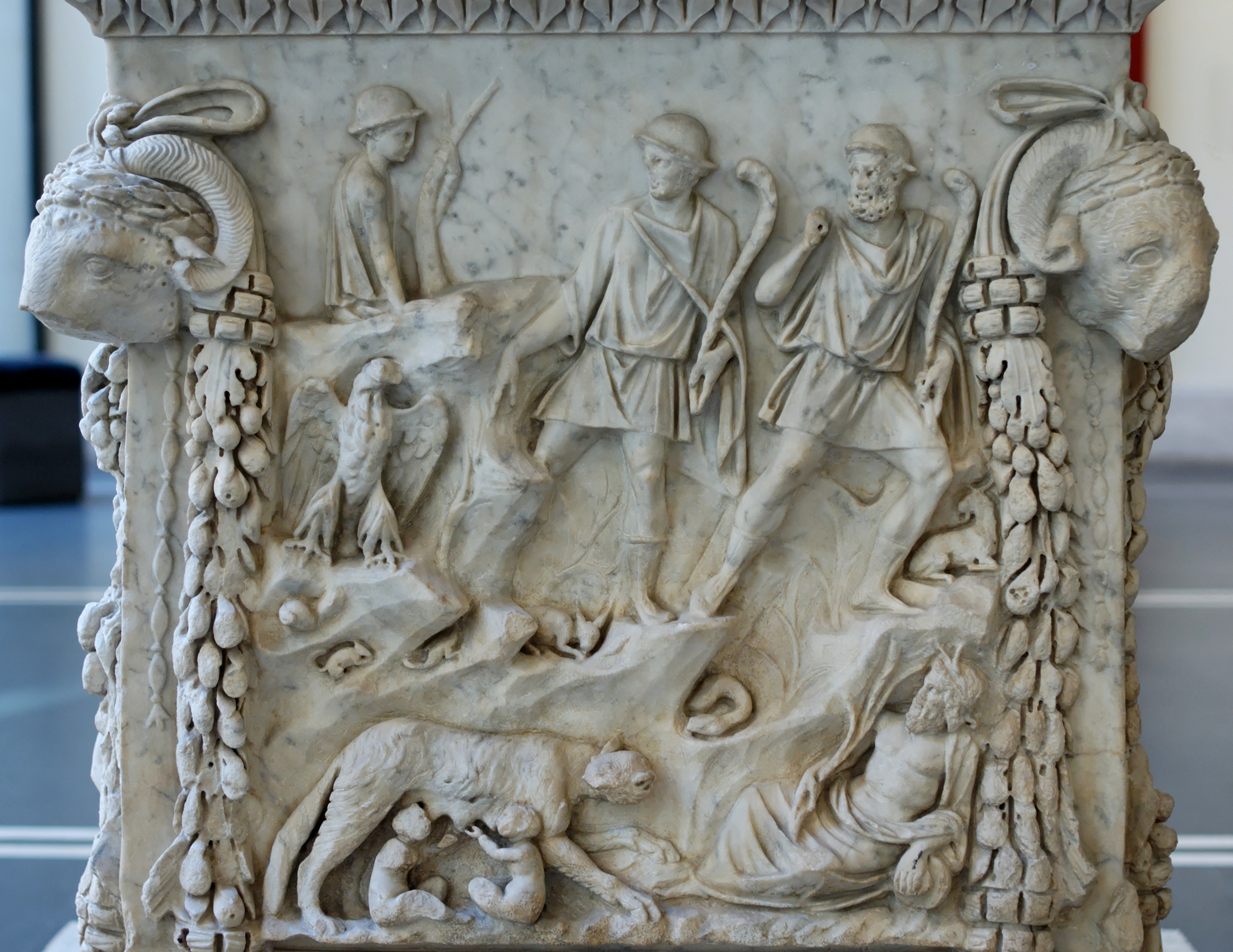
Romulus și Remus hrăniți de lupoaică, înconjurați de reprezentări ale Tibrului și Palatinului. Panou dintr-un altar dedicat cuplului divin Marte și Venus. Operă expusă în muzeul Palazzo Massimo alle Terme (Roma).
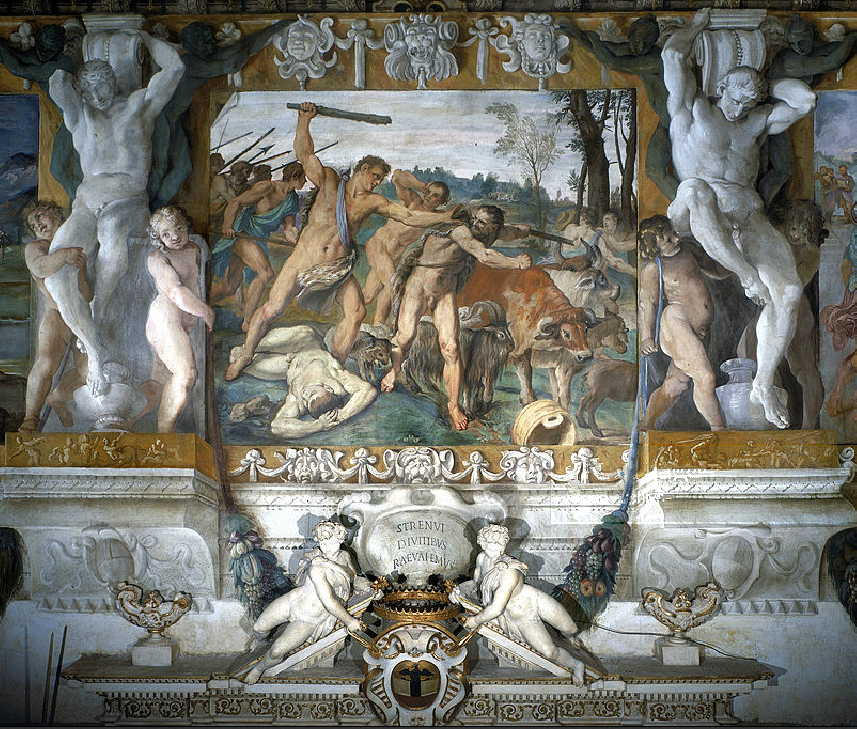
Remus se luptă cu hoții de vite de Caracci
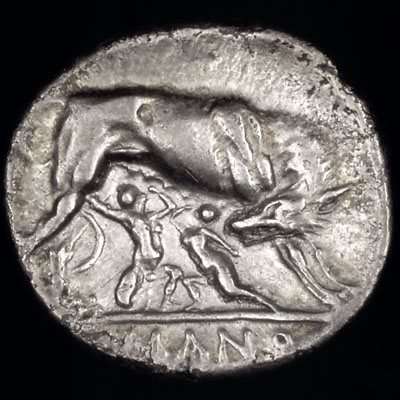
Monedă romană de argint cu Romulus și Remus, circa 269-266 î.Hr.